# Carlos González Peña
Carlos González Peña (Lagos de Moreno, Jalisco, 7 de julio de 1885 - Ciudad de México, 1 de agosto de 1955) fue un escritor y periodista mexicano.

## Carrera
Su padre murió muy joven, y siendo él el mayor de seis hermanos ayudó a su madre en el sostenimiento económico de la familia. Se trasladó a la Ciudad de México en 1902, donde tuvo varios empleos en puestos burocráticos, y comenzó a relacionarse con escritores e intelectuales.
En 1904 comenzó a trabajar en el periódico La Patria, donde comenzó su carrera como periodista y crítico literario. También escribió en El Diario, en El Mundo Ilustrado, y fue fundador de revistas como México, en 1914, Savia Moderna, en 1915, y el Universal Ilustrado en 1917. Firmó muchas de sus crónicas y escritos con el seudónimo de Maese Pedro.
En 1910 fue uno de los fundadores y partícipes del Ateneo de la Juventud, un movimiento de renovación cultural. El 25 de noviembre de 1921 fue designado miembro correspondiente de la Academia Mexicana de la Lengua y el 21 de agosto de 1931 miembro de número, ocupó la silla I, fue el 4° censor de la institución, ocupó dicho puesto desde 1939 hasta su muerte, la cual ocurrió el 1 de agosto de 1955 en la Ciudad de México.

## Obra
Su estilo narrativo se asimila más con el de la segunda mitad del siglo XIX, teniendo una prosa muy correcta. Escribió también obras de gramática.
- De la noche (novela, 1905)
- La chiquilla (novela, 1907)
- La musa bohemia (novela, 1908)
- La fuga de la quimera (novela, 1919)
- Manual de la gramática castellana, arreglado en lo fundamental conforme a la doctrina de don Andrés Bello (Manual, 1921)
- Historia de la literatura mexicana (Ensayo, 1928)
- El patio bajo la luna. Escenas y paisajes laguenses (Ensayo, 1945)
- El hechizo musical (Ensayo, 1946)
- Claridad en la lejanía (Ensayo sobre literatura mexicana, 1947)
- El alma y la máscara (Ensayo sobre teatro, 1948)
- Gente y paisajes de Jalisco (Ensayo, 1949)
- Entre el polvo del camino (Ensayo, 1950)
- París y Londres. Cuadros de viajes (1950).

## Premios y distinciones
- 1947 Premio Nacional de Literatura.[2]